# سام ويست
سام ويست (بالإنجليزية: Sam West)‏ هو لاعب كرة قاعدة أمريكي، ولد في 5 أكتوبر 1904 في لونغفيو في الولايات المتحدة، وتوفي في 23 نوفمبر 1985 في لوبوك في الولايات المتحدة.

## وصلات خارجية
- سام ويست على موقع جمعية أبحاث البيسبول الأمريكية (الإنجليزية)